# Charles Joseph de Lopinot
El Conde Charles Joseph Lopinot del Fresilliere (1738-1819), era un coronel y teniente general del ejército francés y plantador de azúcar en Saint-Domingue, la isla de la que huyó para refugiarse en 1800 en la colonia británica de Trinidad (actual Trinidad y Tobago) donde construyó una iglesia y una granja de cacao en un pueblo y un valle a lo largo del "Río de Arouca", que hoy lleva su nombre.

## Biografía
Charles Joseph de Lopinot salió de Francia hacia el territorio de Acadia hasta 1755 cuando los franceses fueron expulsados y luego partió a Louisiana en 1781, y peleó en la guerra de independencia de Estados Unidos antes de establecerse en Saint-Domingue.
Luego luchó junto a las tropas inglesas contra la revuelta de Toussaint Louverture después del Tratado de Whitehall de 1794 con Inglaterra, antes de huir en un primer tiempo en Jamaica, en 1800 a la cabeza de un centenar de sus esclavos.
Obtuvo que el gobierno británico fuera evacuado a la colonia de Trinidad. El teniente general de la isla, el inglés Thomas Picton, acordó venderle tierras, cerca de Tacarigua, donde plantó azúcar hasta 1806, para pagar su deuda.
En 1806, se estableció en otras tierras, en la parte norte montañosa y escasamente poblada de la isla, esta vez para producir cacao, esta vez se le otorgó la tierra en forma de donación. un área de 478 acres.
El conde sirvió como general de brigada en la milicia de la isla. Había llamado al sitio del árbol de cacao, donde fue enterrado en 1819, "La Reconnaissance", por el panorama La granja desde entonces se ha transformado en un museo.
Desde 1783, las autoridades españolas y luego inglesas de la isla alentaron la llegada de inmigrantes criollos franceses con la cédula de población. Trinidad todavía estaba muy escasamente poblada: solo 2813 habitantes en 1782, de los cuales tres cuartos eran amerindios, proporción conocida en cualquier otra isla caribeña. La mayoría de los franceses llegaron mucho antes: desde 1789, los indígenas de Trinidad solo representaban el 11% de la población.
Una epidemia que destruyó en 1727 casi todos los pies de Cacao Criollo, un drama a veces atribuido a un huracán, los plantadores amerindios de Cacao Criollo habían creado en 1757 una mezcla con la otra variedad, más robusta, que proviene del Amazonas, para dar a luz al cacao Trinitario, que se exportará en el siglo  XIX  en toda Asia.

## Archivos
- Los archivos de Charles-Joseph de Loppinot se guardan en el centro de archivos de Quebec en la Biblioteca y archivos nacionales de Quebec.[6]